# Horvát Zagorje
A Horvát zagorje (horvátul: Hrvatsko zagorje) egy kultúrtörténeti horvát régió és egy külön természetföldrajzi egység Horvátország északnyugati részén. Zágrábtól a Medvednica választja el, innen kapta a nevét (zagorje = a hegy mögött). A Zagorje lakói a horvát nyelv kaj dialektusát beszélik, de a német, az osztrák és a magyar nemesség évszázados zagorjei jelenléte, valamint Ausztria és Magyarország földrajzi közelsége miatt mindennapi beszédük során gyakran használják az említett nyelveket is. A zagorjei fajátékok, a lepoglava csipke, valamint a mézeskalács és a mézeskalács termékek készítésének hagyományai szerepelnek az UNESCO kulturális örökségi listáján.

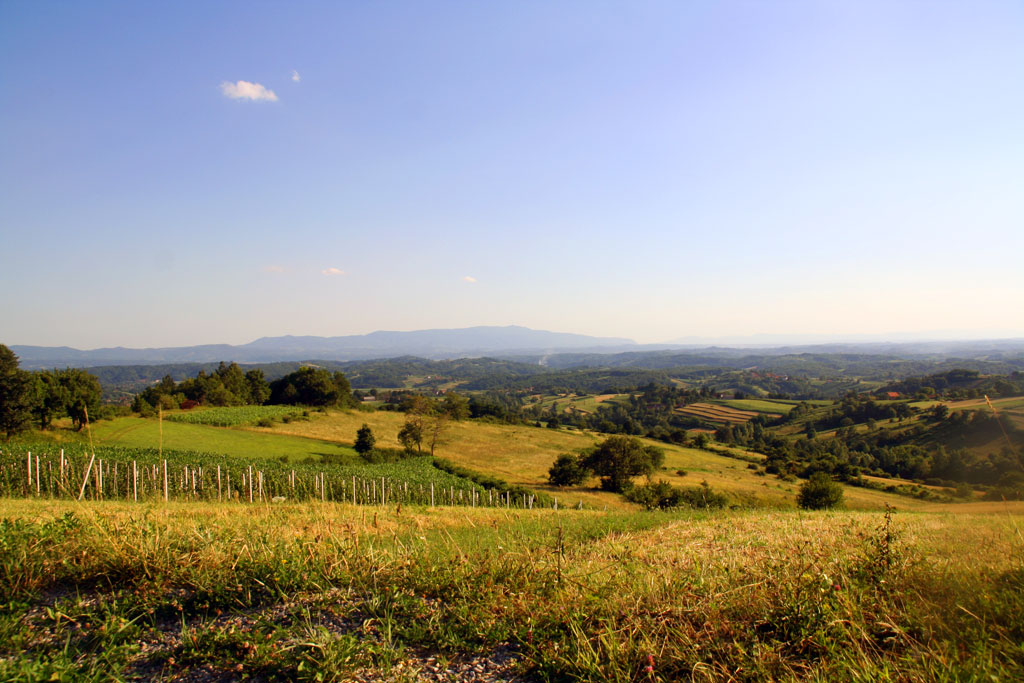
Jellegzetes zagorjei táj

## Fekvése
A Zagorje egy túlnyomórészt 300-400 méter magasságú dombokból álló, 2340 km2 nagyságú dombos terület a Medvednica, a Kemléki-hegység, a Dráva, a Szutla és a Száva folyók között, amelynek középső részén nyugat-keleti irányban húzódik a Maceljska gora – a Strahinjčica – az Ivaneci-hegység - Varaždinsko topličko gorje hegylánccal, amely Zagorjét két részre osztja, északira és délire. Zagorje északi része Varasd megyéhez, a déli része pedig Krapina-Zagorje megyéhez tartozik. A nyugati oldalon a szlovéniai Obsotelje és Kozjansko területe a Szutla folyó túloldalán határos a Zagorjével, míg a Maceljsko gorje a szlovén Haloze régiótól választja el a Zagorjét. A Muraköz irányában a Dráva-folyó jelenti a határt, a Drávamentétől és a Prigorjétől pedig a Kemléki-hegység választja el.

## Története

### Őskor
A Zagorjén az emberi élet legrégebbi nyoma a paleolitikumból származik. Korpona közelében 1897-ben fedezték fel a kőkorszaki korponai ősember maradványait. Számos kerámiatöredék, egy kőből faragott öntőforma, bronz szekercék és a lakóhelyek nyomai egyértelműen jelzik, hogy Korpona városának szűkebb területén, a távoli őskorban már állandó életformák voltak. A korponai ősember az egyik legjelentősebb európai ősemberlelet. A tüzet ismerő és vadászatból élő barlanglakó ember maradványait a Korpona melletti Hušnjak-hegyen találták meg. A 130 ezer éves őskori leletek között körülbelül 1200 darab kőeszköz került elő. A Radoboj feletti Podoštinje-dombon 1850-ben 11 őskori halmot találtak. Többek között cseréptöredékeket, vasdarabokat és több edényt találtak bennük. A Radoboj közelében lévő patakban kőbalta is került elő. 

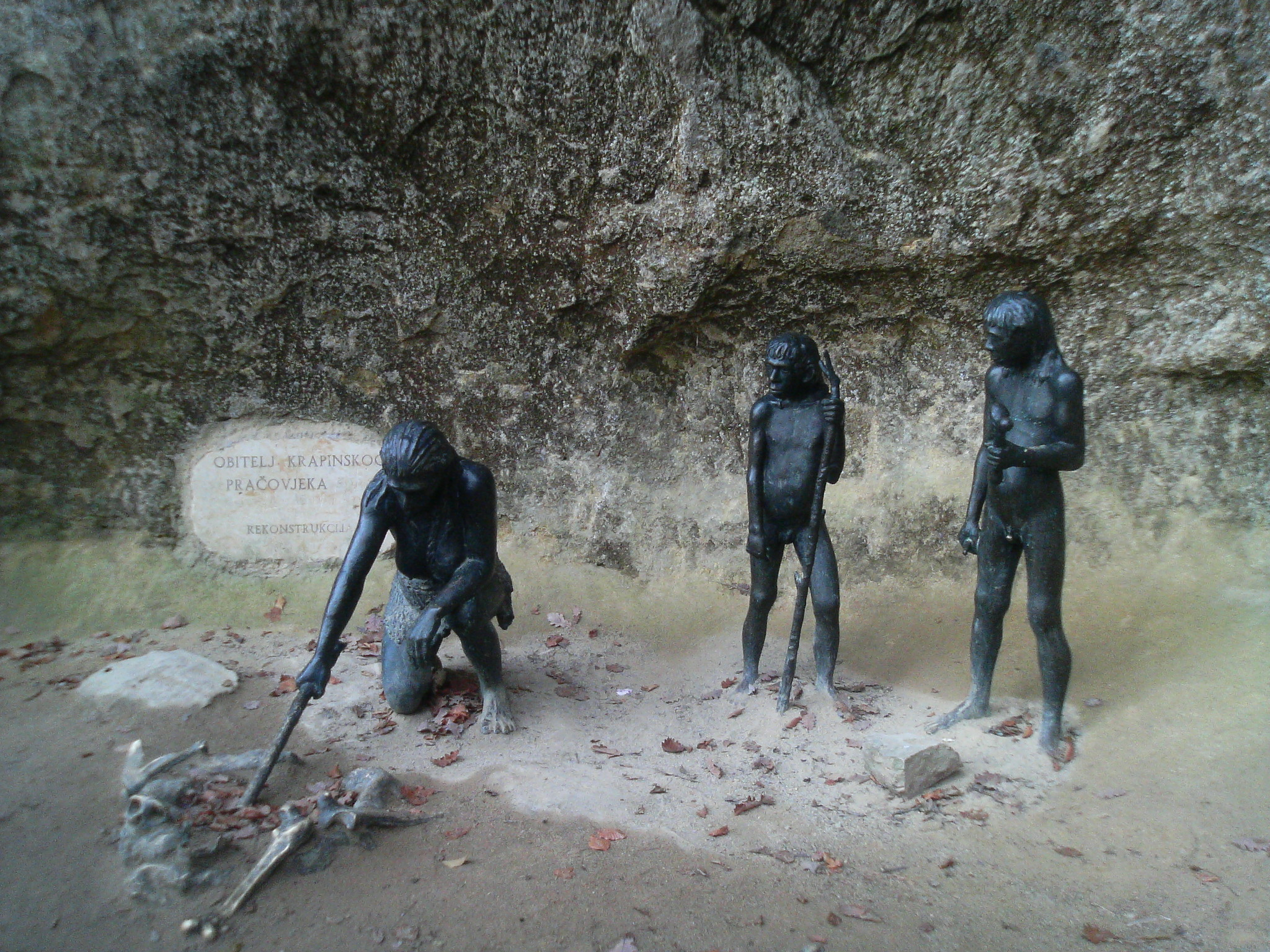
A korponai ember lelőhelye

További őskori barlangi régészeti lelőhelyek: a Vindija-barlang, az Osinec jama, a Votla peć, a Škedenj, a Bračkova pećina, a Šincekova-barlang és a Velika pećina. A Vindija-barlangban neandervölgyi emberi maradványokat fedeztek fel, míg a többi említett barlangban a neandervölgyieknek tulajdonított kőeszközöket találtak. A csiszolt kőbalták véletlenszerű leletei több helyen ismertek Zagorjében. Ezek vélhetően az újkőkorszakból (neolitikum) vagy a kőrézkorból (enolitikum) származnak. Az említett korok egyik őskori települése a Bedekovčina melletti Strugača is. Az őskorból származó régészeti lelőhelyek többsége azonban a bronz és a kora vaskorból, azaz az i. e. 2500 és i. e. 500 közötti időből származik. A régészeti leletek alapján arra lehet következtetni, hogy a Horvát Zagorje területén már a bronzkorban, az urnamezős kultúra idejében szervezett emberi élet folyt. A 3000 évvel ezelőtti bronzkori lakosság főként sziklás magaslatokat lakott, amelyeken a középkorban a városok és a nagyobb települések magja jön létre. Ilyen magaslati települések voltak Lobor, Bojačno, Risvica, Krapinske Toplice, Stubičke Toplice, Brezovica, Krapina, Donja Stubica, Želimor, Kuča-gora, Gradinovec, Kameni vrh stb. Manapság a Zagorje területéről származó őskori régészeti leletek nagy része a Zágrábi Régészeti Múzeumban, a Varasdi Városi Múzeumban és más múzeumokban, például a Hrvatsko Zagorje Múzeumban, valamint a bécsi Naturhistorisches Museumban található.

### Ókor
A Római Birodalom terjeszkedése szintén nem kerülte el ezeket a területeket. Az itteni jelenlétük bizonyítéka több helyen megtalálható. 1895-ben a Korpona déli részén, Mihaljekov Jarakban egy Jupiter istennek szentelt oltárt találtak. Az oltárt Commodus császár (180-192) idejében itt szolgáló két magas rangú római katona, Titus Accius Severus és Marcus Ulpius Placidinius állíttatta. Ezen a helyen a Bednjától Radobojra és Lepoglaváról és a Krapinčica felé vezető utak kereszteződésében valószínűleg egy római őrállomás volt. 
Az ókorban itt lakó népességet viszonylag sok régészeti lelőhely jelzi. Ilyenek a római Aquae Iasae (a mai Varasdfürdő), a Pregrada közelében található Plemenščina és a Korpona közelében található Mihaljekov jarek. A Ptujtól (Poetovio) a Száváig vezető út egyik elágazása áthaladt egy Korpona közelében lévő szoroson, ezért itt számos jelentős régészeti lelet őrződött meg, de a rómaiak nyomai a nagyobb forgalmú utak mellett a melegvizű források és a bányák mellett is megtalálhatók. A rómaiak jelenlétéről mesél az az 1857-ben a Zagorje területén fekvő Loborban feltárt 3. századi lelet is, amely ma a Zágrábi Régészeti Múzeumban található. 

### Középkor
A rendelkezésre álló adatok szerint a mai Zagorje területének írott története a 12. század végén kezdődik. Ekkor tűnnek fel az írásokban az első erődített városok (Korpona, Osterc, Belec, Lobor stb.). Korponát először 1193-ban említik Kalán pécsi püspök, horvát és dalmát gubernátor oklevelében. 1222-ben Béla herceg oklevelében említik a korponai Péter ispánt a helyi horvát nemesség vezetőjeként. 1225. június 2-án maga Béla ifjabb király is itt tartózkodott. A város Szent Miklós tiszteletére szentelt középkori templomát 1311. július 6-án említi először a zágrábi püspök oklevele „Sancti Nicolai de Krapina” alakban. I. Lajos király 1347. március 1-jén kelt oklevelében Korponának kiváltságokat adott. 1399-ben Korpona várának („Castrum Carpone”) birtoklása mellett Zsigmond király Korpona elöljárójának a Zagorje főispánja címet adományozta. A településszerkezet alakításának folyamata a 13. századtól a 14. század közepéig tartott. Ebben az időszakban jöttek létre azok az alapok, amelyekből a mai közigazgatás kialakult és amelyet ma, 800 évvel később Zagorjének hívnak. Megindult a térség gazdasági és kulturális fejlődése. 

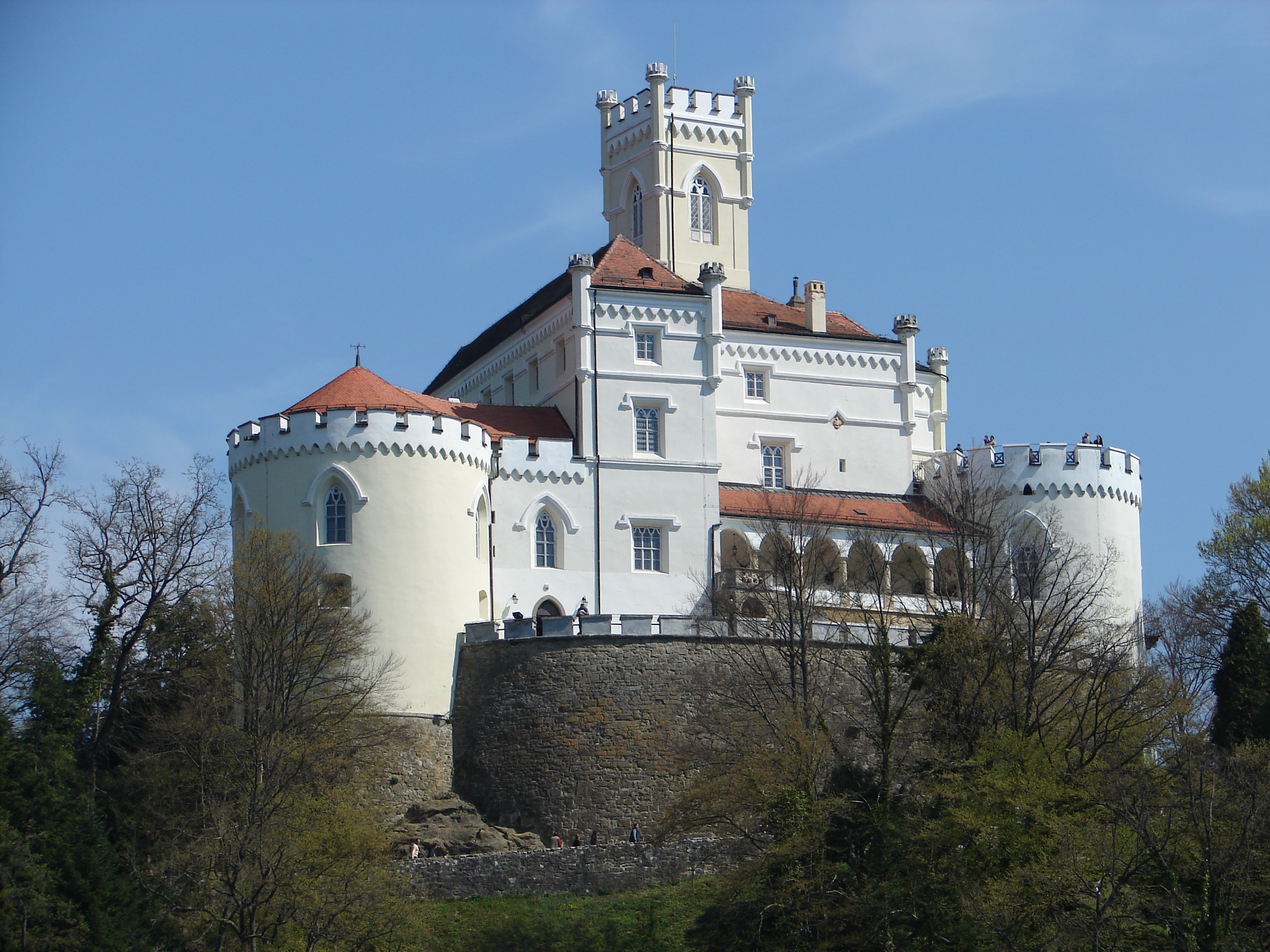
Trakostyán vára

A középkori várak megjelenése a 13. és a 14. században, valamint a törökökkel folytatott csaták során megindított újjáépítésük nem vonta maga után a települések, vagyis a mai önkormányzati központok és városok jelentősebb fejlődését, a lakosság többsége ugyanis továbbra is faházaiban maradt, melyet csak a rendkívüli veszély esetén, vagyis a török betörések idején hagytak el, hogy javaikat együtt védjék meg. Ezért nem voltak meg a feltételei nagyobb települések vagy városközpontok kialakulásának. Ezen folyamat elérése érdekében hiányoztak az intenzív közlekedési kapcsolatok is, valamint a kereskedelem és a kézművesség, amelyek mind a városközpontok kialakulásának alapvető feltétele. A parasztoknak a nemességtől való jogi értelemben vett függése - lakóhelyükhöz kötése - szintén lehetetlenné tette egyes településeken a lakosság számának a bevándorlás révén történő növekedését. Ezek a fő okai annak is, hogy abban az időben csak három település kezdett várossá formálódni: Korpona, Klanjec és Varasd. A Horvát Zagorjét már a középkor óta említik írásos dokumentumok, először pedig a 16. században rögzítették térképeken. A középkorban a Medvednica, a Szutla, a Dráva és a Kemlék közötti területet három megyére (Varasd, Hraščinska és Zagorska) osztották fel, de hamarosan mindegyiket Varasd vármegyében egyesítették.

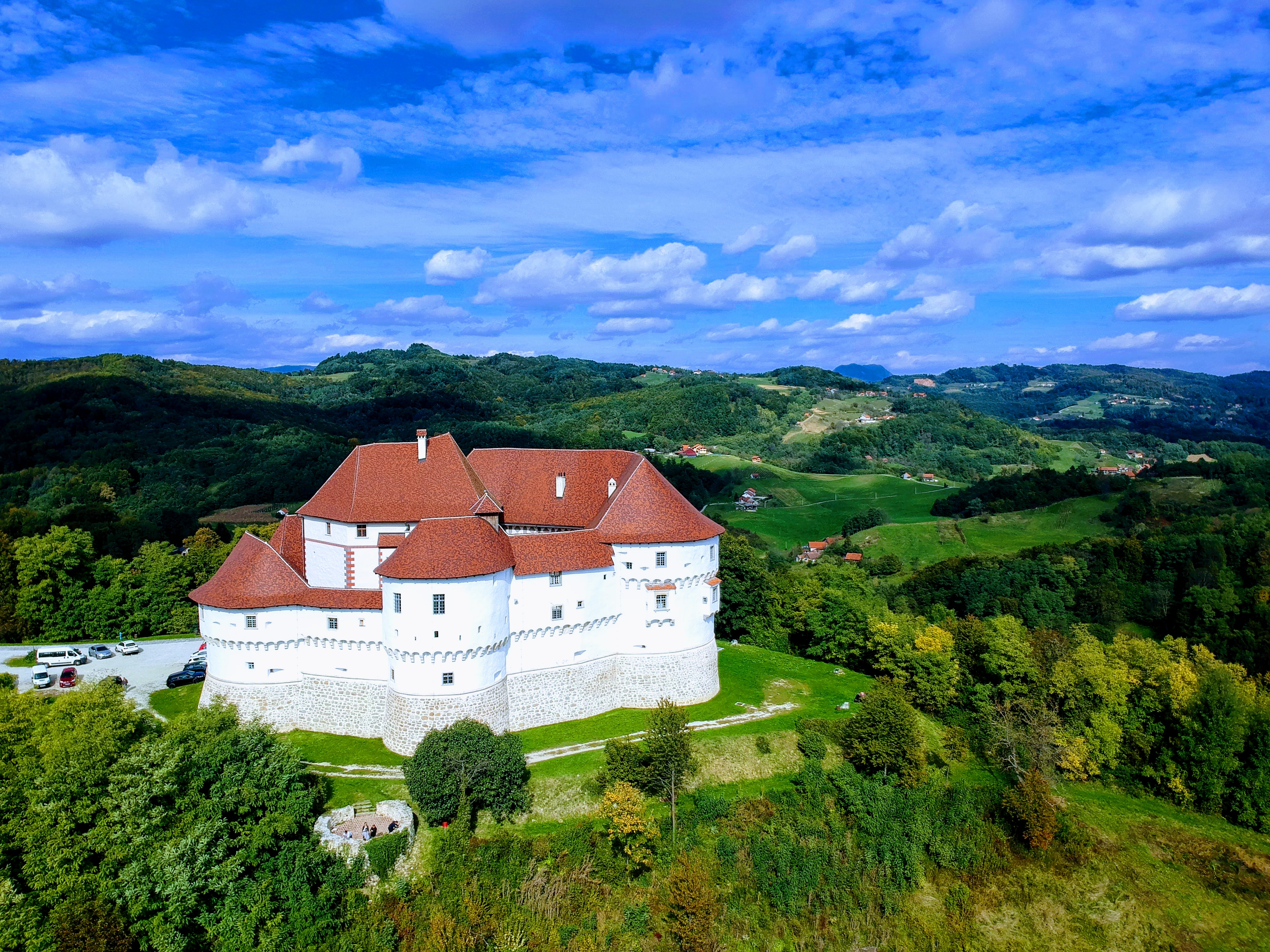
Nagytábor vára

### A török háborúk időszaka
A Zagorjénak a háborús térségtől való távoli helyzete és viszonylagos biztonsága miatt olyan bevándorlási terület lett, amelyet nagyszámú lakosság lakott. Ezek nagy része a bizonytalan horvát határvidékekről a nemesség vezetésével érkezett ide, és a Zagorje területén számos várat épített. Számos kicsi, szétszórt település alakult ki, amelyek gyakran kis házcsoportokból álltak, míg az utak mentén települések sora jött létre. A legsúlyosabb török támadások idején öt alkalommal (1598, 1599, 1600, 1605 és 1607) is a korponai várban ülésezett a horvát parlament, a szábor. Maga Korpona városa is gyakran cserélt gazdát. A legrégibb tulajdonosok a horvát és a magyar királyok voltak, de később birtokosai voltak a Cillei, a Keglević és a Drašković grófi családok is, míg a város utolsó urai a Lichtenberg és az Ottenfels családok voltak. A középkori Zagorje megyét a 16. században Varasd vármegyéhez csatolták.

## Gazdaság
A zagorjei települések több mint négyötödében kevesebb, mint 500 lakos él. A hagyományos vidéki struktúra azonban csak a forgalomtól leginkább elzárt területeken maradt fenn, míg a Zágráb közelében fekvő települések lakossága városiasodott. A mezőgazdaság, amely a 20. század elejéig volt Zagorjében a legfontosabb tevékenység, az utóbbi száz évben egyre inkább kiegészült vagy más tevékenységekkel váltották fel. A nagy népsűrűség miatt számos üzem létesült, elsősorban a munkaigényes textilipar területén, de más iparágakban is. Közülük azonban több időközben megszűnt létezni, ami magas munkanélküliséget okozott, és hasonló történt az 1960-as évek elején is, amikor szinte az összes zagorjei szénbányát bezárták.

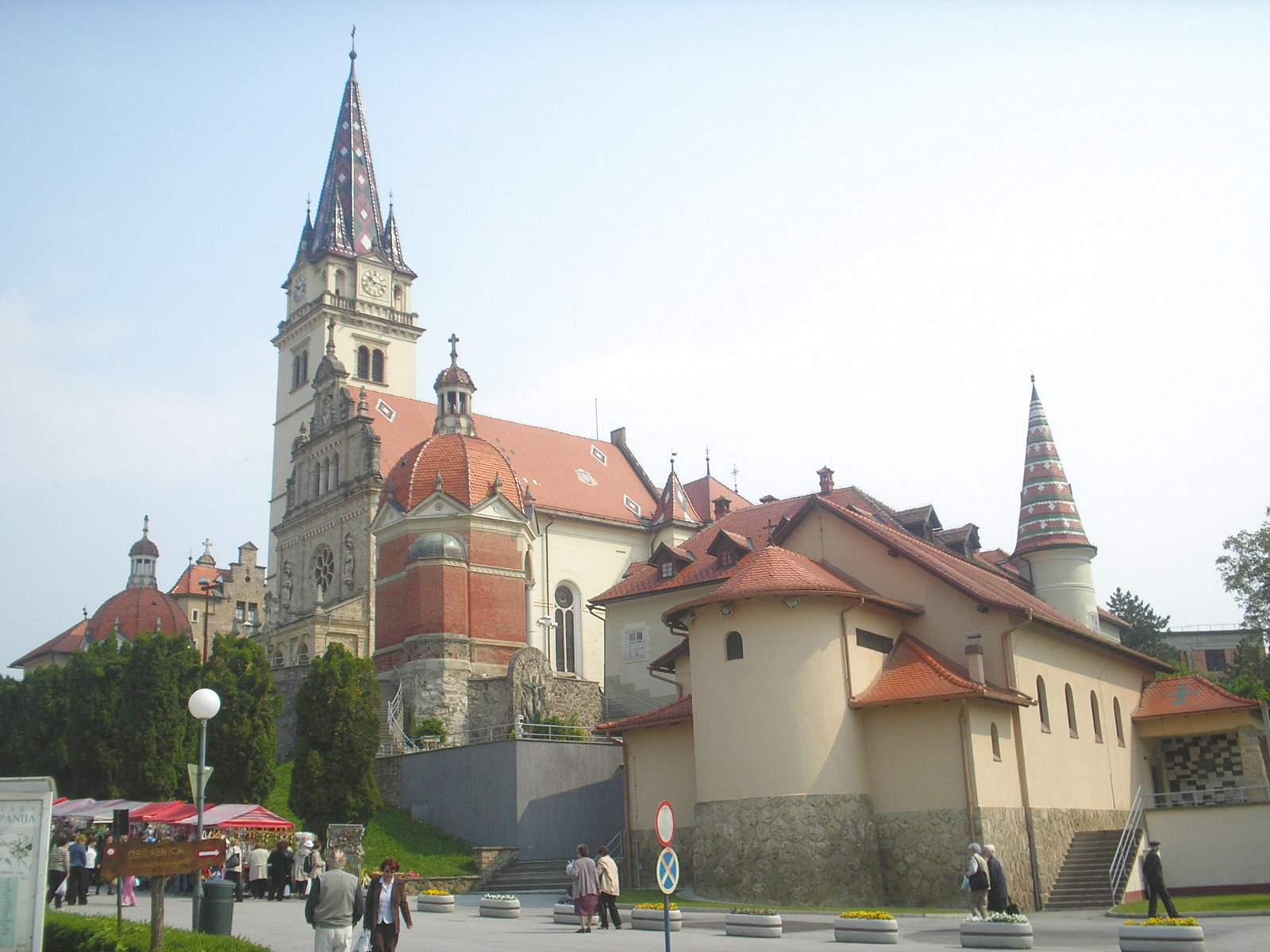
A máriabesztercei bazilika

## Turizmus
A Horvát Zagorje nagy turisztikai lehetőségekkel rendelkezik. A térség az Alpok, a Dinaridák és a Pannon síkság találkozásánál fekszik, így meglehetősen tektonikus terület, ami elősegíti a viszonylag élénk tektonikus aktivitást. A területe alatt számos törésvonal létezik, amelyek mentén számos melegvizű forrás tör a felszínre, amelyeket a turisták különösen kedvelnek. A nagyszámú fürdő közül a leghíresebbek a stubicai, a korponai és a tuhelji. A Zagorjénak gazdag kulturális és történelmi öröksége van: várak, kastélyok, templomok és egyéb műemlékek. A nagyszámú vár és kastély közül a leghíresebbek Trakostyán (a Bednja felső folyása fölötti dombon található) és Nagytábor (Pregrada közelében, a Szutla folyótól nem messze). Itt van Máriabeszterce Horvátország leghíresebb zarándokközpontja, de a Korpona közelében fekvő Trški Vrh és a Pregrada melletti Vinagora is a zarándokturizmus központjaihoz tartozik. A korponai őskori ember lelőhelye és a kumroveci etnofalu is hozzájárul a turisztikai vonzerőhöz, Klanjec közvetlen közelében pedig a Zelenjak-szoros, a Szutla folyó szurdoka található, ahol a horvát himnusz emlékműve található. 

## Fordítás
Ez a szócikk részben vagy egészben  a   Hrvatsko Zagorje című horvát Wikipédia-szócikk ezen változatának fordításán alapul.  Az eredeti cikk szerkesztőit annak laptörténete sorolja fel. Ez a jelzés csupán a megfogalmazás eredetét és a szerzői jogokat jelzi, nem szolgál a cikkben szereplő információk forrásmegjelöléseként.